# Andrew McPherson
Andrew „Mac“ McPherson (* 28. April 1979 in Dauphin, Manitoba) ist ein ehemaliger deutsch-kanadischer Eishockeyspieler und ehemaliger-trainer, der von Mai 2018 bis Juli 2019 bei den Fischtown Pinguins Bremerhaven als Co-Trainer angestellt war.

## Karriere

### Spieler
Der 1,88 m große und 88 kg schwere Angreifer spielte zuerst mehrere Jahre in der Nachwuchsliga National Collegiate Athletic Association, bevor er 2002/03 zu Einsätzen in der East Coast Hockey League und der Central Hockey League kam. Er wurde beim NHL Entry Draft 1999 in der neunten Runde an 261. Stelle von den Pittsburgh Penguins gezogen.
Ab der Saison 2003/04 wurde er Stammspieler  beim Team Roanoke Express in der ECHL und in der darauffolgenden Saison bei den Port Huron Beacons in der United Hockey League. Im Sommer 2005 wechselte er nach Europa, wo er für den EV Landsberg 2000 spielte. In der Hauptrunde der Oberliga-Saison 2005/06 war er der Bad Boy mit 180 Strafminuten in 32 Spielen, darunter waren drei Spieldauerdisziplinarstrafen. In diesen 32 Spielen erzielte er 27 Tore und 28 Vorlagen. In der Meisterrunde der Oberligasaison kam er auf 55 Strafminuten in 16 Spielen, und dabei schoss er selbst neun und bereitete 13 Tore vor. In den Oberliga Play-offs stand Mac in allen acht Spielen auf dem Eis – dabei gelangen ihm drei Tore und eine Torvorlage. Auch in der Saison 2006/07 spielte McPherson für den EV Landsberg 2000 in der 2. Bundesliga. Dabei gelangen ihm in 51 Spielen 21 Tore und 41 Assists und wurde zum besten Center der Saison gewählt. Nach seinem Engagement in Landsberg wechselte McPherson zu den Straubing Tigers aus der Deutschen Eishockey Liga. Er bestritt in der Saison 2007/08 53 Spiele für die Niederbayern und erreichte dabei 17 Scorerpunkte. Nach einem Jahr in der höchsten deutschen Spielklasse kehrte der Kanadier in die 2. Bundesliga zurück und schloss sich dem SC Riessersee an, für den er bis 2010 spielte. In der Saison 2010/11 stand er bei den Hannover Indians unter Vertrag und war dort einer der Topscorer der Liga.
Im August 2011 erhielt Andrew McPherson einen Probevertrag beim EHC München. Im Oktober 2011 wurde er vom Zweitliga-Verein ESV Kaufbeuren verpflichtet. Im Mai 2012 wurde er deutscher Staatsbürger.
Vor der Saison 2012/13 wechselte er zum Zweitligisten Fischtown Pinguins Bremerhaven. Zur Saison 2016/17 wurde Bremerhaven in die höchste deutsche Spielklasse, die DEL, aufgenommen. Während der Saison 2016/17 erhielt McPherson keine regelmäßigen Einsätze mehr und entschied sich im Januar 2017 für einen Wechsel zum polnischen Erstliga-Club KS Cracovia. Mit dem Krakauer Team gewann er am Saisonende der polnischen Meistertitel und kehrte im Anschluss nach Deutschland zurück, um einen neuen Klub zu suchen. Im Juli 2017 wurde McPherson schließlich von den Bietigheim Steelers aus der DEL2 verpflichtet. Mit Bietigheim gewann er in der Saison 2017/18 den Meistertitel in der DEL2 und beendete anschließend seiner Spielerlaufbahn.

### Trainer
Anfang Mai 2018 wurde McPherson als Co-Trainer beim DEL-Klub Fischtown Pinguins eingestellt.

## Erfolge und Auszeichnungen
- 2014 DEL2-Meister mit den Fischtown Pinguins Bremerhaven
- 2017 Polnischer Meister mit KS Cracovia
- 2018 DEL2-Meister mit den Bietigheim Steelers